# Cosmopterix plesiasta
Cosmopterix plesiasta là một loài bướm đêm thuộc họ Cosmopterigidae. Loài này có ở Thái Lan và Ấn Độ.